# 화학생물학
화학생물학(化學生物學, Chemical Biology)은 생명체나 생물학적 현상에 대하여 화학적 방법과 기술을 이용하여 접근하는 분야이다. Biology라는 말이 들어가기에 생물학의 한 분야라고 생각할 수 있지만, 기본적으로 화학에서 시작한 분야이기에 화학의 한 분야이다. 합성 화학적인 방법으로 화합물을 만들고, 생물학적인 환경을 조작하고 연구하고자 하는 데에 목적이 있다. 비슷한 화학의 분야로서 생화학(Biochemistry)가 있는데, 생화학은 생체 분자의 화학을 다룬다는 점에 있어서 약간 의미가 다르며 보다 생물학에 가까운 반면에, 화학생물학자들은 유기화학을 기반으로 하여 다양한 변화와 수정을 통해 생체 시스템을 컨트롤하고자 한다. 간단히 말해서, 생화학자들은 생물에 대한 화학을 다루고, 화학생물학자들은 생물학에 적용되는 화학을 다루게 된다.
화학생물학은 화학적 단계에서 생물학적 의문점들에 대해서 대답해주고자 한다. 생화학, 유전학, 분자생물학 등에서 돌연변이나 생물학적, 거시적 관점에서 세포나 조직에 변화를 주어서 연구한다면, 화학생물학은 in vitro와 in vivo에서 작은 생체 분자들을 고안하고 합성하여 특정한 생물학적 목적이나 세포를 기반으로 한 스크리닝을 사용한다.
화학생물학은 다양한 학문들의 특성들을 가지고 있으며, 비교적 최근에 많이 발전하게 된 새로운 학문의 분야이다. 화학생물학은 단백질학이나, 의약화학, 초분자화학, 생유기 화학, 약화학, 유전학, 생화학, 대사 공학과 같은 분야와도 연관이 있다.

## 같이 보기
- 화학유전체학